# Daniel Fügenschuh
Daniel Fügenschuh (* 15. Mai 1970 in Innsbruck) ist ein österreichischer Architekt und Ziviltechniker und seit 2022 Präsident der Kammer der Ziviltechniker.

## Werdegang
Daniel Fügenschuh studierte Architektur an der Universität Innsbruck und schloss dieses 1996 mit einem Master-Abschluss ab. Im Anschluss arbeitete er als Architekt in London und Rotterdam und unterrichtete an der London Metropolitan University und der Universität Innsbruck. Im Jahr 2004 gründete er sein eigenes Architekturbüro in Innsbruck, das er bis heute führt.
Zu seinen Projekten gehören Wohn-, Einzelhandels-, Büro- und Bildungsgebäude, Landschaftsarchitektur sowie spezielle Projekte wie ein Hauptquartier für UN-Agenturen auf dem Balkan. In den letzten Jahren bestand ein wesentliches Ziel des Büros darin, qualitativ hochwertige architektonische Lösungen für bestehende, umzunutzende Häuser zu entwickeln.
Fügenschuh hat zwei Kinder und lebt mit seiner Familie in Innsbruck.

## Ämter und Engagement
Fügenschuh engagierte sich bereits als Student in der Innsbrucker Kulturszene – z. B. beim Freien Radio, dem Verein Kulturkontraste und dem Haus am Haven –, bevor er sich für seinen Berufsstand engagierte. Von 2009 bis 2013 war er Vorstandsvorsitzender des Architekturzentrums aut architektur und tirol in Innsbruck, einem gemeinnützigen Verein, der die Förderung der Auseinandersetzung mit Architektur zum Ziel hat. 2010 wurde er als Delegierter der „Länderkammer der Ziviltechniker:innen“ für Tirol und Vorarlberg in die „Bundessektion der Architekt:innen der Bundeskammer der Ziviltechniker:innen“ gewählt. 2018 war er Vizepräsident der Bundeskammer und Vorsitzender der „Bundessektion Architekt:innen“, bevor er 2022 zum Präsidenten der Bundeskammer gewählt wurde. Als solcher vertritt er die rund 9000 österreichischen Architekten und Zivilingenieure.
Ein Schwerpunkt seines Engagements als Präsident ist die nachhaltige Transformation der Bauwirtschaft, die auch den Bodenschutz berücksichtigt. Hier brachte sich Fügenschuh vermehrt in den medialen Diskurs ein, indem er u. a. die Priorisierung von Bestandssanierungen und Umbauten gegenüber Neubauten forderte. Des Weiteren setzt er sich für die Verwendung von Architekturwettbewerben als Verfahren zur Ermittlung der besten Lösung im Sinne einer qualitätsvoll gebauten Umwelt ein. Zur Förderung dieser setzte Fügenschuh mehrere Projekte um – u. a. das von der EU geförderte Projekt ARCH-E EU Platform for Architectural Design Competitions, welches die Förderung und Vereinfachung der Nutzung von grenzüberschreitenden Architekturwettbewerben zum Ziel hat. Schließlich initiierte er einen Antrag, den Architekturwettbewerb in das österreichische Verzeichnis des immateriellen Kulturerbes der UNESCO aufzunehmen. Der Antrag argumentiert vor allem mit der positiven Auswirkung auf die Baukultur und damit auf die Lebensqualität der Gesellschaft sowie mit der identitätsstiftenden Wirkung der gesellschaftlichen Praxis des Architekturwettbewerbs für alle Beteiligten.
In seiner Funktion als Vorsitzender der Bundessektion Architekt:innen initiierte Fügenschuh mehrere Projekte, die sich als regelmäßige Veranstaltungsformate etablierten. Zur Weiterentwicklung der Architekturausbildung gründete Fügenschuh die Initiative Think Tank Ausbildung Architektur, die in einem regelmäßigen Austausch zwischen Berufsvertretern und Universitäten aktuelle Fragen der Ausbildung im Bereich Architektur behandelt. Um die Vernetzung der Gestaltungsbeiräte in Österreich zu fördern, startete Fügenschuh 2018 das erste österreichweite Netzwerktreffen von Gestaltungsbeiräten. Durch dieses Format wurden u. a. erstmals die Verbreitung und Besetzung von Gestaltungsbeiräten erfasst sowie durch eine Umfrage Informationen zu deren Arbeitsweisen gewonnen.
Des Weiteren ist Fügenschuh Mitglied des Beirats für Baukultur im Bundesministerium für Kunst, Kultur, öffentlichen Dienst und Sport. Dieses Gremium hat die Verankerung des Prinzips "Baukultur" auf allen politischen Ebenen zum Ziel und berät die im Beirat vertretenen öffentlichen Dienststellen.
Über sein Engagement in Österreich hinaus vertritt Fügenschuh den Berufsstand der Architekten auch international als gewähltes Ratsmitglied der europäischen Vereinigung der Architekten (Architect's Council of Europe, ACE) und als gewähltes Vorstandsmitglied der globalen Vertretung der Architekten (International Union of Architects, UIA). International setzt er sich unter anderem für eine hohe Baukultur im Sinne des Neuen Europäischen Bauhauses und der Davos Baukultur Alliance ein. Seit 2024 ist er als Vorstandsmitglied der UIA für die Davos Baukultur Alliance zuständig.
Fügenschuh engagiert sich national und international in Beiräten und Preisgerichten. U.a. war er von 2019 bis 2024 ehrenamtliches Mitglied der Kommission für Stadtgestaltung München, welche über bedeutende Bauvorhaben der Stadt berät und deren Qualität sicherstellt. Als Preisrichter war er z. B. Teil der Jury für den ConfExPark in Thessaloniki sowie für den österreichischen Staatspreis für Architektur.